# Université du Yangtze
Université du Yangtze ou Université du Changjiang (chinois : 长江大学 ; pinyin : chángjiāng dàxué, en référence au fleuve au bord duquel elle est située) est une université de Jingzhou et Wuhan, dans la province du Hubei, en Chine. 
L'université a été créée en fusionnant l'institut pétrolier de Jianghan, le l'école supérieure d'agriculture du Hubei, l'école supérieure d'enseignant de Jingzhou et l'école supérieure du personnel médical du Hubei en 2003.  Le campus principal est à Jingzhou, avec un nouveau campus construit à Wuhan.  L'école a établi une coopération avec certaines compagnies pétrolières chinoises.  
L'Université du Yangtze est connue pour ses programmes d'enseignement liés au pétrole et ses capacités de recherche en Chine, car l'ancien Jianghan Petroleum Institute était l'un des principaux instituts chinois du pétrole. 

## Facultés et anciens élèves notables
- Zhang Yongyi ( 张永一  ), Vice-ministre du ministère du Pétrole, directeur général adjoint de la China National Petroleum Corporation, ancien directeur de l'ancien Université Southwest Petroleum
- Shohrat Zakir ( 雪克来提·扎克尔  ), Secrétaire du comité du Parti de la région autonome ouïgoure du Xinjiang, secrétaire du parti du gouvernement populaire de la région autonome.
- Li Fanrong ( 李凡荣  ), Membres du groupe CNOOC, directeur général adjoint, PDG et président de la société anonyme
- Liao Yongyuan ( 廖永远  ), Directeur général de China National Petroleum Corporation
- Aboubacar Oumar Bangoura, Ministre guinéen de l'enseignement supérieur et de la recherche scientifique (2020- à nos jours).